# Кедарнатх (гора)
Кедарнатх (англ. Kedarnath) — вершина высотой 6940 метров над уровнем моря в Гималаях в Индии в штате Уттаракханд. Первое восхождение на вершину было совершено  11 июля 1947 года в рамках швейцарской экспедиции в Гималаи Андре Рохом, Рене Диттертом, Альфредом Зуттером, Александром Гравеном и Тенцингом Норгеем.

## Физико-географическая характеристика
Вершина Кедарнатх находится в северной Индии в штате Уттаракханд в горном массиве Ганготри.
Родительской вершиной по отношению к вершине Кедарнатх является семитысячник Сатопантх высотой 7075 метров, расположенный приблизительно в 15 километрах на восток-северо-восток. Седловина между двумя вершинами расположена на высоте 5540 метров, таким образом, относительная высота вершины Кедарнатх составляет 1400 метров.
Кедарнатх имеет две вершины: Кедарнатх Главную высотой 6940 метров, которая расположена на основном гребне, и второстепенную вершину Кедарнатх-Дом высотой 6831 метр, расположенную в двух километрах на северо-запад от основной вершины.

## История восхождений
Первая серьёзная попытка восхождения на Кедарнатх была предпринята в 1938 году немецкой командой, однако им не удалось достигнуть вершины.
Первое успешное восхождение на Кедарнатх и Кедарнатх-Дом было совершено участниками швейцарской экспедиции 11 июля 1947 года по ныне классическому маршруту. На вершины Кедарнатх и Кедарнатх-Дом поднялось 5 альпинистов: швейцарцы Андре Рох (руководитель экспедиции), Рене Диттерт, Альфред Зуттер и Александр Гравен, а также их проводник, непальский шерпа Тенцинг Норгей, впоследствии ставший одним из авторов первого восхождения на высочайшую вершину Земли Эверест.
Первое восхождение по восточной стене вершины Кедарнатх было совершено в 1989 году венгерской экспедицией под руководством Аттилы Ожвата. Маршрут был достаточно сложным и включал в себя прохождение шестидесяти верёвок очень сложного лазания.
В 2006 году восхождение британской двойки в составе Тима Эмметта и Иэна Парнелла по новому маршруту по юго-восточному контрфорсу вершины Кедарнадтх-Дом было номинировано на премию «Золотой ледоруб». С 1 по 9 октября Тим и Иэн прошли 2000 метров по отвесной стене в альпийском стиле с использованием минимального количества снаряжения, потратив 7 дней на подъём и 2 дня на спуск. Маршрут получил ED+ категорию сложности по классификации IFAF.